# César François Cassini de Thury

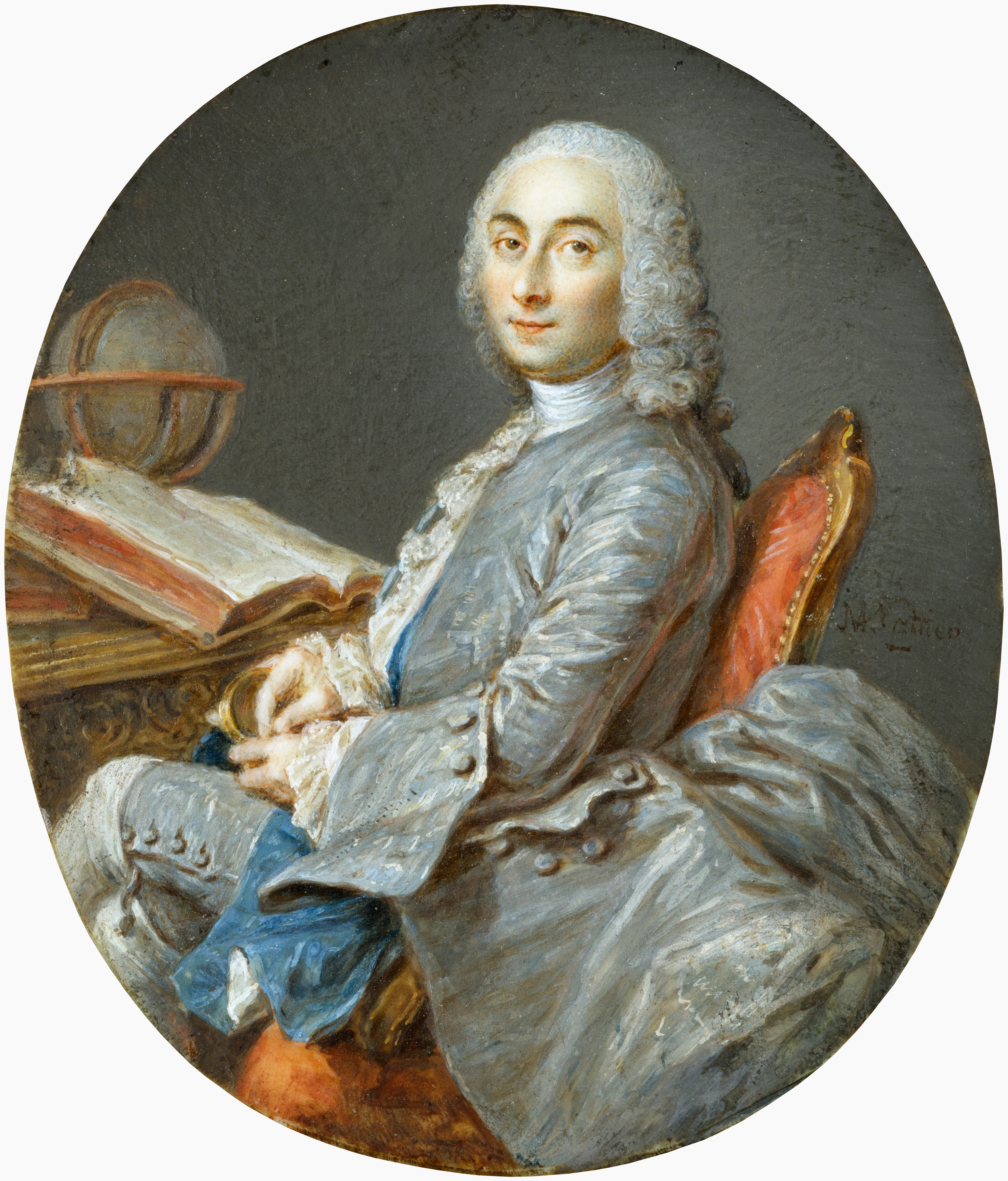
César-François Cassini de Thury

César-François Cassini de Thury (ur. 17 czerwca 1714 w Thury, zm. 4 września 1784 w Paryżu) – francuski astronom i kartograf.
Syn Jacques'a Cassiniego, wnuk Giovanniego Cassiniego. Dyrektor obserwatorium paryskiego. Rozpoczął prace nad mapą Francji (ukończone przez syna Jean-Dominique’a Cassiniego). Od 1751 członek Royal Society.